# Tathandlung (Philosophie)
In die  Philosophie wurde der Begriff Tathandlung durch Johann Gottlieb Fichte eingeführt. Er bezeichnet bei ihm einen ersten und nicht weiter reduzierbaren Akt des Ich, durch den es sich als reflektierendes Ich setzt, der deshalb den Anfang allen Wissens bildet und „allem Bewußtseyn zum Grunde liegt“. Fichte drückt dies in der Formel aus: „Ich bin schlechthin, d.i. ich bin schlechthin, weil ich bin; und ich bin schlechthin, was ich bin“. In  der Tathandlung setzt das Ich „ursprünglich schlechthin sein eigenes Seyn“.
Die Tathandlung unterscheidet sich bei Fichte von einer Tatsache dadurch, dass in ihr noch kein Objekt gesetzt ist; sie ist „reine[r] Thätigkeit, die kein Object voraussetzt, sondern es selbst hervorbringt, und wo sonach das Handeln unmittelbar zur That wird“. Fichte bezeichnet die Tathandlung auch als ein „Selbstsetzen“ des (absoluten) Ich.  Das absolute Ich ist dabei reine Subjektivität in Absehung von jeglichem  Gegenstandsbezug.  Bei allem, was das Ich tut, ist das Ich als Handelndes immer vorausgesetzt.
Die Erfahrungserkenntnis hat keinen Zugang zum absoluten Ich, sondern lediglich zum personalen Ich. Das absolute Ich ist zwar im Bewusstsein vorhanden, aber kein Gegenstand der Erfahrung, sondern deren transzendentaler Grund.
Es gibt somit auch nur eine indirekte Erkenntnis des absoluten Ich, das aus dem Handeln erschlossen werden kann. Dieses absolute Ich hat keine bestimmbaren Eigenschaften, sondern ist „reines Ich“.